# Научные основы сознания Кришны
«Научные основы сознания Кришны» (англ. Scientific Basis of Krishna Consciousness) — книга индийского учёного-химика и кришнаитского гуру Бхактисварупы Дамодары (1937—2006). Посвящена теме исследования взаимосвязи науки и религии.

## История написания
Автор книги, Сварупа Дамодара, написал её в 1973 году как подношение ко дню рождения своего духовного учителя Бхактиведанты Свами Прабхупады. На написание этого текста его вдохновила проповедь Прабхупады, который говорил о необходимости убедить научное сообщество в существовании Бога, в том, что источником жизни является Кришна. Написанное Сварупой Дамодарой подношение очень понравилось Прабхупаде, попросившего своего ученика издать текст в виде книги.
Первое издание «Научных основ сознания Кришны» было опубликовано издательством «Бхактиведанта Бук Траст» в 1974 году тиражом в 30 000 экземпляров. В последующие годы книга переиздавалась несколько раз. Публикация книги явилась первым результатом деятельности Института Бхактиведанты, основанного Прабхупадой в том же году.

## Содержание
В «Научных основах сознания Кришны» Сварупа Дамодара делает попытку аргументировать против выдвигаемых учёными материалистических и эмпирических теорий. В книге преобладают три основные темы: богословские аргументы в пользу существования Бога, отвержение нормативной научной методологии и выступление в защиту авторитета Вед. В первой главе Сварупа Дамодара пишет, что книга предназначена в первую очередь «для наших друзей учёных». Он высказывает надежду на то, что его аргументация убедит учёных и побудит их принять «сознание Кришны». Он утверждает, что человеческое сознание необходимо сосредоточить не на временных, материальных вещах, а на «верховном учёном» Кришне, осознав, что он является центром всей деятельности. Если деятельность человека не связана с Кришной, то она не имеет никакой ценности. Сварупа Дамодара делает заключение, что «наука о Кришне — это единственная подлинная наука, которую следует изучать и практиковать». Такой конфронтационный подход Сварупы Дамодары представляет официальную позицию Международного общества сознания Кришны (ИСККОН) в отношении западной науки. Согласно этой позиции, подход кришнаитов должен прийти на смену подходу, принятому в нормативной науке.
После краткого вступления, Сварупа Дамодара представляет свидетельства существования Бога. Он использует классический богословский подход, заключающийся в исследовании порядка вещей в природе. Согласно предлагаемой со времён Платона и Аристотеля богословской аргументации, наличие порядка вещей во Вселенной свидетельствует о существовании Творца. Автором наиболее известного богословского аргумента существования Бога был британский теолог Уильям Пейли, который сравнил Творца с часовых дел мастером. Пейли утверждал, что подобно тому, как сложность часового механизма свидетельствует о существовании часовых дел мастера, так и сложное устройство мироздания свидетельствует о существовании Творца. Сварупа Дамодара приводит похожие богословские аргументы. Он утверждает, что систематический путь планетарных орбит и орбит электронов, обращающихся вокруг ядра атома, свидетельствуют о существовании дизайнера. Как планеты, так и электроны, точно следуют орбитам вокруг своих центров вращения, тем самым свидетельствуя о наличии в природе создателя закона вращения — закона, которым руководствуется всё — от атома до планеты. Сварупа Дамодара объясняет, что, таким образом, вся материальная вселенная, от элементарных частиц до галлактических объектов, действует подобно сложному часовому механизму. Физические законы и принципы, по которым живёт вселенная, свидетельствуют о наличии источника, законодателя.
Согласно Сварупе Дамодаре, на биологическом уровне, поведение пчёл и их способность создавать изысканные по структуре ульи свидетельствуют о наличии в природе сложных порядков и законов. О том же свидетельствуют физические законы оптики и гравитации. Сварупа Дамодара делает заключение, что всё это подтверждает существования верховного создателя «Господа Шри Кришны, главного учёного и главного инженера, по чьей доброй воле движется весь космос».
Установив факт существования Бога с помощью телеологических аргументов, Сварупа Дамодара отвергает авторитет учёных и ценность современной западной науки. Первым делом Сварупа Дамодара ставит под сомнение способность учёных исследовать и понять естественный мир, утверждая, что учёные не в состоянии постичь природу Вселенной. Ещё более предосудительной Сварупа Дамодара находит уверенность учёных в своей способности доказать все предположения с помощью несовершенных методов наблюдения и анализа. Это привело к тому, что учёные оказались неспособны в точности описать естественный мир и отказались принять во внимание доказательства из текстов ИСККОН, в которых, по утверждению кришнаитов, содержится разрешение проблемы. Лекарством от этой болезни Сварупа Дамодара называет древнеиндийские ведические писания.
В качестве примера Сварупа Дамодара приводит историю, рассказанную его учителем Бхактиведантой Свами Прабхупадой во время одной из бесед, лёгших в основу популярной кришнаитской книги «Жизнь происходит из жизни». Сварупа Дамодара сравнил учёных с обитавшей в колодце лягушкой. Подобно тому, как жившая в колодце лягушка не могла представить себе размеры Тихого океана, учёные не могут понять истинную природу Вселенной. Только знание, полученное извне, дало лягушке представление о размере океана. Согласно Сварупе Дамодаре, убеждённость лягушки в том, что она смогла в точности понять и осознать природу своего собственного колодца показывает лишь её гордыню и невежество. Даже если извлечь лягушку из колодца, она останется погруженной в свой колодезный опыт и не сможет понять мир за пределами своей среды обитания. Гораздо лучше, если лягушка примет наставления мудрого и авторитетного учителя.
Остаток своей книги Сварупа Дамодара посвящает темам защиты авторитета Вед и объяснения значения ведического знания для современной науки. При этом основное внимание он уделяет Пуранам — индуистским текстам, в которых, в частности, описывается космология и сотворение Вселенной. Отвергнув дарвинскую теорию эволюции как умствования, основанные на недостаточных и несовершенных знаниях, Сварупа Дамодара переходит к изложенному в Пуранах описанию сотворения Вселенной, называя это «полным и совершенным знанием (наукой)».
Установив правоту Вед и необходимость принятия религиозного авторитета, Сварупа Дамодара утверждает, что в Пуранах содержится «полное и совершенное знание об эволюции», представленное «в мельчайших деталях». Он попрекает учёных за неприятие этого столь очевидно совершенного знания и объясняет отвержение учёными ведических истин их гордыней и верой в превосходство человеческого разума и чувственного восприятия.
В заключительной части своей книги, Сварупа Дамодара называет бо́льшую часть современных учёных демонами и популяризаторами цивилизации, находящейся «на уровне ниже животного». Он ещё раз подчёркивает необходимость (как для учёных, так и для всех людей) в принятии истинного духовного учителя, способного обучить «науке о Кришне, сознанию Кришны». На последней странице книги автор приводит изображение ухмыляющегося учёного, нажимающего на кнопку, в то время как грибообразное облако поднимается над городом, разрушенным в результате атомного взрыва.

## Критика
Бенджамин Зеллер в своей монографии «Пророки и протоны» отмечает, что навряд ли кто-либо из учёных (для которых Сварупа Дамодара и написал книгу) смог прочитать «Научные основы сознания Кришны» и не почувствовать себя оскорблённым. Согласно Зеллеру, в своей книге Сварупа Дамодара чернит учёных, называя их недоумками, животноподобными, упрямыми, больными и демоническими. Зеллер также отмечает, что представленная Сварупой Дамодарой критика эмпиризма очень близка по содержанию к подобного же рода критике, изложенной в ранних публикациях Бхактиведанты Свами Прабхупады, сделанных в журнале Back to Godhead в 1940-е годы.